# Bootleg play
W futbolu amerykańskim bootleg play jest zagraniem, w którym rozgrywający, po odebraniu piłki od centra, biegnie z nią w kierunku jednej z linii bocznych za linią wznowienia. Akcja ta może być połączona z play action, w którym wykonany quarterback udaje oddanie piłki running backowi, a ten symuluje bieg z piłką w kierunku przeciwnym do zamierzonego biegu rozgrywającego.
Akcja może być przeprowadzona na kilka sposobów. Przed rozgrywającym może biec jeden z zawodników linii ofensywnej wykonujący blok na zawodniku defensywy, możliwy jest również bieg quarterbacka bez blokowania. Akcja taka zwana jest naked bootleg lub waggle. Inne rozwiązania w tej akcji przewidują blokowanie przez większą liczbę zawodników linii ofensywnej przed rozgrywającym. Po opuszczeniu strefy, w której linia ofensywna blokuje zawodników defensywy, rozgrywający może w biegu rzucić podanie do jednego ze skrzydłowych lub rozpocząć bieg za linię wznowienia.
Zagranie bootleg jest rozgrywane, by zmylić defensywę przeciwnika. Odbywa się to poprzez bieg rozgrywającego w miejsce z daleka od pozycji, jaką zajmuje w większości akcji, to znaczy za centrem, w obrębie blokowania zawodników linii ofensywnej. Bieg rozgrywającego może również skupić na nim uwagę zawodników, którzy powinni kryć skrzydłowych, co może spowodować, że skrzydłowy zostanie bez krycia. Zagranie to jest zazwyczaj używane przez drużyny, w których występuje mobilny rozgrywający, np.: Steve Young, Randall Cunningham, Ben Roethlisberger, Rusell Wilson.
Akcja bootleg zyskała na popularności w ostatnich latach. Związane jest to ze zmianą zasad, które przewidują obecnie, że rozgrywający może wyrzucić piłkę poza linie boczne boiska w celu uniknięcia sacka, tylko jeśli znajduje się on poza strefą blokowania zawodników linii ofensywnej.
Nazwa wzięła się stąd, że często rozgrywający wykonujący tę akcję starają się ukryć piłkę przed defensywą, co budzi skojarzenia z przemycaniem alkoholu podczas okresu prohibicji. W tym okresie przemytnicy zwani byli bootleggers.
Za wynalazcę tej akcji uznawany jest Frankie Albert, quarterback z Uniwersytetu Stanforda, występujący w latach 40. XX wieku.